# Lista de deputados estaduais de Tocantins da 1.ª legislatura
Esta é a lista de deputados estaduais de Tocantins para a legislatura 1989–1991. Nas eleições estaduais, foram eleitos 24 deputados estaduais.

## Composição das bancadas
| Partido | Líder                 | Bancada | Posição  |
| ------- | --------------------- | ------- | -------- |
| PDC     | Antônio Jorge Godinho | 9 / 24  | Governo  |
| PMDB    | Merval Pimenta        | 9 / 24  | Oposição |
| PFL     | João Renildo          | 4 / 24  | Governo  |
| PDS     | Carlos Barcelos       | 2 / 24  | Governo  |

## Deputados Estaduais
Estavam em jogo 24 cadeiras na Assembleia Legislativa do Tocantins.
| Número | Deputados estaduais eleitos | Partido | Votação | Percentual | Cidade onde nasceu      | Unidade federativa |
| 17000  | Raimundo Boi                | PDC     | 7.025   | 1,95%      | Miracema do Tocantins   | Tocantins          |
| 17007  | Everaldo Barros             | PDC     | 4.552   | 1,26%      | Grajaú                  | Maranhão           |
| 17123  | Paulino Bertoldo            | PDC     | 4.423   | 1,23%      | Guaraí                  | Tocantins          |
| 15666  | Merval Pimenta              | PMDB    | 4.407   | 1,22%      | Ponte Alta do Tocantins | Tocantins          |
| 25225  | Raul Filho                  | PFL     | 4.375   | 1,21%      | Gilbués                 | Piauí              |
| 17456  | Francisco Sales             | PDC     | 4.366   | 1,21%      | Balsas                  | Maranhão           |
| 15777  | Gerival Aires               | PMDB    | 4.008   | 1,11%      | Natividade              | Tocantins          |
| 15007  | Joaquim Balduíno            | PMDB    | 3.915   | 1,09%      | Arraias                 | Tocantins          |
| 17555  | Luiz Tolentino              | PDC     | 3.885   | 1,08%      | Araguatins              | Tocantins          |
| 17776  | Lindolfo Campelo            | PDC     | 3.802   | 1,06%      | Filadélfia              | Tocantins          |
| 17890  | Antônio Jorge Godinho       | PDC     | 3.784   | 1,05%      | Taguatinga              | Tocantins          |
| 15000  | Izidório Oliveira           | PMDB    | 3.718   | 1,03%      | Taguatinga              | Tocantins          |
| 25484  | João Renildo                | PFL     | 3.698   | 1,03%      | Araguatins              | Tocantins          |
| 15551  | Nezinho Alencar             | PMDB    | 3.685   | 1,02%      | Filadélfia              | Tocantins          |
| 15369  | Pedro Braga                 | PMDB    | 3.632   | 1,01%      | Araguaína               | Tocantins          |
| 15333  | Iron Marques                | PMDB    | 3.533   | 0,98%      | Miracema do Tocantins   | Tocantins          |
| 15015  | Baylon Pedreira             | PMDB    | 3.523   | 0,98%      | Silvanópolis            | Tocantins          |
| 15969  | Uiatan Cavalcante           | PMDB    | 3.313   | 0,92%      | Porto Nacional          | Tocantins          |
| 17899  | Jurandi Oliveira            | PDC     | 2.753   | 0,76%      | Pedro Afonso            | Tocantins          |
| 17999  | Joaquim Machado Filho       | PDC     | 2.738   | 0,76%      | Goiânia                 | Goiás              |
| 11444  | Carlos Barcelos             | PDS     | 2.733   | 0,76%      | Tocantinópolis          | Tocantins          |
| 25199  | Mascarenhas de Moraes       | PFL     | 2.670   | 0,74%      | Pires do Rio            | Goiás              |
| 25234  | Vicente Confessor           | PFL     | 2.621   | 0,73%      | Aurora do Tocantins     | Tocantins          |
| 11211  | Jesus Torres                | PDS     | 2.530   | 0,70%      | Paraíso do Tocantins    | Tocantins          |